# Františkovo muzeum

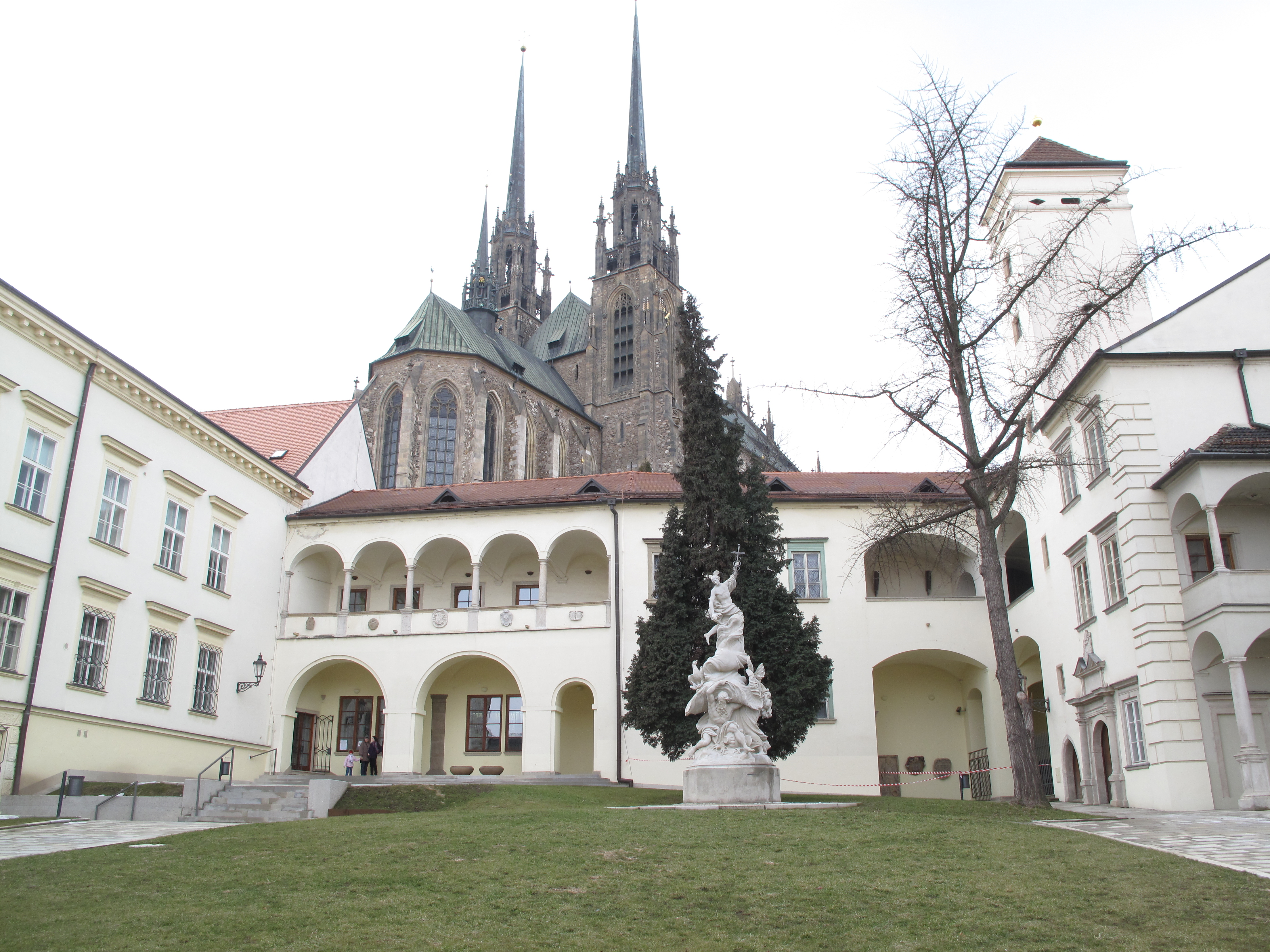
Biskupský dvůr – první budova Františkova muzea

Františkovo muzeum je nejstarší muzejní instituce na Moravě a zároveň druhé nejstarší muzeum v Česku, v současnosti fungující pod názvem Moravské zemské muzeum.

## Vznik muzea
První myšlenka založit v Brně zemské muzeum se objevila v roce 1803 v projektu sekretáře Hospodářské společnosti v Brně Christiana Carla Andrého a moravskoslezského zemského guvernéra hraběte Josefa Karla Dietrichštejna. Jako bezprostřední vzor sloužilo národní muzeum v Štýrském Hradci, Joanneum, jehož stanovy vytvořil rakouský historiograf Josef Hormayer.
V roce 1816 byli André a Hormayer Hospodářskou společností pověřeni vypracovat memorandum, navrhující založení „národního musea moravskoslezského“. Spis podpořili také významní představitelé Hospodářské společnosti starohrabě František Hugo Salm-Reifferscheidt, hrabě Josef Auersperg a hrabě Antonín Bedřich I. Mitrovský. Tenhle dokument měl jednak přesvědčit veřejnost o užitečnosti muzea, také se však doufalo, že získá úřední uznání. Na základě nejvyššího rozhodnutí ze dne 29. 7. 1817 císař František I. vznik muzea schválil. Mělo se stát střediskem výzkumné a vzdělávací práce pro Moravu a Slezsko a na císařovu počest bylo nazváno Františkovo.

## Správa muzea
Už od začátku byla klíčovým problémem Hospodářské společnosti při správě muzea otázka finanční. Muzeum bylo jen jejím pomocným ústavem, a protože nemělo stálé příjmy, bylo odkázáno na peněžité a věcné dary.
První úvahy o samostatném postavení Františkova musea a jeho nezávislosti na Hospodářské společnosti se objevují v 30. letech 19. století. Neochota společnosti podřídit instituci moravským zemským stavům však znemožnila vydatnější finanční pomoc ze zemských fondů. Příznivější podmínky pro řešení budoucího vztahu muzea a zemských orgánů pak nastaly po roce 1848. Obtížný dialog mezi Hospodářskou společností a zemským výborem ale nevedl ke sjednocení názorů. Oběma stranám se napokon jevilo zachování dosavadního stavu, v němž Františkovo muzeum zůstalo i nadále součástí společnosti, jako zatím nejpřijatelnější řešení.
Snahou jak najít východisko z nepříznivé situace, bylo rozdělení činnosti Hospodářské společnosti do několika sekcí. Pro muzeum byla nejdůležitější sekce historicko-statistická, která měla za úkol shromažďovat a zpracovávat historický a statistický materiál k dějinám Moravy.
K vyburcování zájmu zemského sněmu o muzeum měla vést informace z pamětního spisu Christiana d’ Elverta o překvapivě vysokých příspěvcích, kterými byla obdařována muzea v jiných částech monarchie. Od roku 1883 pak mohlo Františkovo muzeum počítat s pravidelnou roční subvencí ze zemských zdrojů, a to za předpokladu, že sbírky i knihovna budou přístupné veřejnosti a že zemský výbor bude mít právo podílet se na správě muzea.
V červnu 1894 bylo Františkovo muzeum odevzdáno do správy samostatného muzejního odboru. Tato organizační odnož Hospodářské společnosti se představila jako korporace s lepšími předpoklady pro soustřeďování sbírkového materiálu i pro šíření výsledků vědeckého bádání. Závěrem roku 1896 byli do sboru konzervátorů a za členy muzejního odboru přijati členové Musejního spolku v Brně František Bartoš, František Dvorský, František Kameníček a František Šujan, čímž došlo k narušení výlučně německého charakteru muzea.
Snahy o úplné osamostatnění muzea a jeho pozemštění skončily úspěšně podpisem úmluvy mezi moravským zemským výborem a likvidačním výborem Hospodářské společnosti ve dnech 26. – 28. června 1899. Smlouva ukládala zemskému výboru předat odbornou správu nové zemské instituce Moravské musejní společnosti, která byla považována za pokračovatelku muzejní sekce Hospodářské společnosti. Jejím vrcholným orgánem byla valná hromada a kuratorium, které spravovalo muzeum podle kompetencí vymezených v nových stanovách. Volba do kuratoria probíhala ve dvou volebních kuriích, české a německé, z nichž každá obsazovala pět míst. Obě národnosti se měly po třech letech střídat ve funkci prezidenta a viceprezidenta. Tyto vrcholné funkce po dlouhou dobu zastávali František Kameníček a Anton Rzehak.
Slavnostní předávací akt se uskutečnil 11. ledna 1900, dlouhé jednání o převzetí muzea a jeho sbírek do majetku země ukončil moravský zemský sněm 4. dubna 1900. Definitivně se tedy vyjasnil poměr mezi zemskou správou a muzeem, jehož nové postavení bylo vyjádřeno i změnou názvu na „Moravské zemské museum“. Tento název nese instituce dodnes, vyjma období totality, kdy z něj bylo (roku 1949) vypuštěno slovo „zemské“; 10. července roku 1990 se pak navrátilo k původnímu názvu, podle současného pravopisu ovšem aktualizovaného do podoby „Moravské zemské muzeum“).

## Budova
Vlastní budovu se Františkovu museu podařilo získat už záhy po svém založení. Od olomouckého arcibiskupa hraběte Trautmannsdorfa obdrželo Biskupský dvůr pod Petrovem, který tvořily různé značně zanedbané budovy nepříliš vhodné pro muzejní účely. Proto musel podstoupit rozsáhlou a finančně náročnou rekonstrukci. Další nákladné stavební úpravy Biskupského dvora byly obnoveny v době působení Albína Heinricha. Po schválení pravidelné roční subvence se mohla uskutečnit stavba nového, tzv. d'Elvertova křídla, přičemž v letech 1888–1889 objekt dostal dnešní podobu.

## Sbírky
Významná část činnosti muzea spočívala v budování sbírek. Podle organizačního statutu muzea z roku 1818 měly být jednotlivé obory zastoupeny v sedmi sbírkových skupinách: historie, přírodopis, matematika, fyzika, chemie, technologie, zemědělství. K vybudování základních sbírek přispěli nemalou měrou členové Hospodářské společnosti. Zpočátku byly nesourodé a zlomkovité, díky bohatým darům však jejich počty postupně rostly. Největší péče se sbírkám dostalo za kustoda Albína Heinricha, který se soustředil na revizi a odbornou stránku jejich evidence. V této činnosti pokračoval i jeho nástupce Mořic Vilém Trapp. Radikální změnu vyvolal v roce 1889 dopis rájeckého starohraběte Huga Salma, ve kterém upozornil na nedostatek pozornosti věnované přírodovědeckým sbírkám muzea. Opět aktuálním se tedy stal dávný Heinrichův požadavek, aby muzejní sbirky byly rozděleny na přírodovědecké a umělecko-historické a svěřeny do péče dvěma kustodům – odborníkům. Východisko bylo nalezeno ve spojení muzea s Přírodovědeckým spolkem v Brně, v novém uspořádání sbírek a v jejich důkladnějším popisu. V roce 1897 se základními články muzea stalo osm odborných oddělení. Jejich správa byla svěřena kurátorům a konzervátorům, kteří však povětšině nebyli zaměstnanci muzea (Anton Rzehak, Jaroslav Jahn). Na základě pamětního spisu kancléře Hospodářské společnosti Christiana d’ Elverta z roku 1882 víme, že přírodovědecký kabinet tehdy čítal 38 885, historická sbírka 10 200, umělecká sbírka 600, sbírka rukopisů 1 176 a sbírka map 23 000 položek.

### Přírodovědné sbírky
V 19. století měly v muzeích obecně nejlepší podmínky pro rozvoj přírodní vědy. Ve Františkově museu byly zpočátku zastoupeny zejména botanické materiály a mineralogická sbírka. Podstatnou část zoologické sbírky tvořila Schwabova kolekce. Abecední seznam rostlinných druhů v muzejních sbírkách pořídil za svého působení kustod František Diebl. Na uspořádání geologických, paleontologických a mineralogických sbírek se pak zaměřil Albín Heinrich.

### Umělecko-historické sbírky
Rozhojnění a zkvalitnění uměleckých sbírek měl pomoci Umělecký spolek Františkova musea, založený v roce 1829. Nedostatečná podpora veřejnosti však po dvanácti letech vedla k jeho zániku. Historické sbírky začaly nabývat na významu teprve za M. V. Trappa. Kromě shromažďování historických i prehistorických památek se zasloužil také o další přírůstky pro muzejní galerii a knihovnu. Po Národopisné výstavě českoslovanské se obrací také pozornost k lidové materiální kultuře. Proto bylo ustanoveno také samostatné lidovědné oddělení, jehož kurátorem se stal Josef Januška.

### Prezentace sbírek
První popis instalace muzejních sbírek pochází z roku 1828. V podstatě šlo o snůšky rarit a kuriozit uložené v osmi napěchovaných skříních. Největší pozornost vzbuzoval elektrický přístroj napájený proudem ze 132 leydenských lahví. Zájem veřejnosti o prohlídku muzea, otevřeného jen několik dní v týdnu, byl prý značný. K regulaci velkého počtu návštěvníků sloužily dokonce barevně odlišené vstupenky. Uspořádat vystavené sbírky na základě vědecky podloženého systému se snažil za svého působení kustod Albín Heinrich. V letech 1889–1890 se rozhojňováním a zkvalitňováním sbírek, jejich řádnou evidencí a rostoucím počtem návštěvníků muzeum stávalo známým i v okolních zemích.

## Kustodi
- 1818–1826: Adolf Meinecke
- 1829–1832: František Diebl
- 1832–1836: Adolf Orcony
- 1836–1864: Albín Heinrich
- 1864–1895: Mořic Vilém Trapp

## Knihovna muzea
Zásluhou Františka Diebla začala od roku 1826 veřejnosti sloužit knihovna Františkova musea. V roce 1882 v ní bylo uloženo už 45 000 svazků. Správa knihovny se stala v osmdesátých letech hlavní pracovní náplní Wilhelma Schrama, který také po osamostatnění knihovny v roce 1899 stanul v jejím čele.

## Publikační činnost
- týdeník Mittheilungen der k. k. Mährisch-schlesischen Gesellschaft zur Beförderung des Ackerbaues, der Natur- und Landeskunde in Brünn (1821–1892)

- časopis Notizen-Blatt (příloha k Mittheilungen) (1851–1896)

- edice historických spisů Schriften des Historisch-statistischen Sektion (29 svazků)

- časopis Annales Musei Franciscei (4 ročníky, 1896–1899)